# Convocazioni alla NORCECA Final Four femminile 2025
Elenco delle giocatrici convocate per la Coppa panamericana 2025.

## Costa Rica
| N° | Nome                  | Ruolo | Data di nascita  | Squadra           |
| -- | --------------------- | ----- | ---------------- | ----------------- |
| -  | José Briceño          | All.  |                  |                   |
| 2  | Krystel Vargas        | S     | 2 giugno 2003    | Santa Bárbara     |
| 4  | Julissa Rodríguez     | C     | 13 febbraio 2000 | Santa Bárbara     |
| 5  | Tamara Espinoza       | S     | 15 gennaio 2000  | Santa Bárbara     |
| 6  | Lakysha Thompson      | C     | 28 maggio 2002   | San José          |
| 7  | Yuliana González      | P     | 7 giugno 1995    | Santa Bárbara     |
| 8  | María José Castro     | L     | 2 agosto 2001    | Santa Bárbara     |
| 9  | Lucía Vega            | P     | 2 luglio 2005    | UCR               |
| 11 | Tatiana Sayles        | O     | 1º agosto 1997   | Santa Bárbara     |
| 14 | Ana Victoria Rojas    | O     | 14 maggio 2002   | Santa Bárbara     |
| 15 | Ivanny Blackwood      | S     | 6 agosto 2003    | NW Oklahoma State |
| 16 | Adriana Solis         | L     | 11 ottobre 1995  | UNA               |
| 17 | María Fernanda Alfaro | C     | 24 luglio 1996   | San José          |

## Messico
| N° | Nome              | Ruolo | Data di nascita   | Squadra          |
| -- | ----------------- | ----- | ----------------- | ---------------- |
| -  | Nicola Negro      | All.  | 10 gennaio 1980   | Minas            |
| 1  | Uxue Guereca      | S     | 12 febbraio 2001  | Markopoulo       |
| 2  | Samantha Bricio   | S     | 22 novembre 1994  | -                |
| 3  | Sofía Maldonado   | O     | 6 febbraio 2002   | Voluntari        |
| 6  | Grecia Castro     | S     | 5 marzo 2001      | Ciutadella       |
| 7  | Argentina Ung     | P     | 25 aprile 2002    | Savino Del Bene  |
| 8  | Marian Ovalle     | O     | 14 settembre 2002 | Chihuahua        |
| 10 | Arleth Márquez    | C     | 26 dicembre 2005  | Juanio's Xalisco |
| 11 | Jocelyn Urías     | C     | 12 febbraio 1996  | Lugoj            |
| 12 | Joseline Landeros | L     | 20 dicembre 2000  | Abşeron          |
| 15 | Paola Rivera      | P     | 22 maggio 1999    | Regatas Lima     |
| 16 | Angela Muñoz      | L     | 10 novembre 2000  | Tigrillas UANL   |
| 20 | Aimé Topete       | S     | 16 ottobre 2005   | Juanio's Xalisco |
| 23 | Melanie Parra     | S     | 12 settembre 2002 | Texas Christian  |
| 33 | Karina Flores     | C     | 16 agosto 1998    | Regatas Lima     |

## Porto Rico
| N° | Nome                  | Ruolo | Data di nascita   | Squadra                 |
| -- | --------------------- | ----- | ----------------- | ----------------------- |
| -  | Juan Carlos Nuñez     | All.  | -                 | Criollas de Caguas      |
| 2  | Shara Venegas         | L     | 18 settembre 1992 | San Diego Mojo          |
| 4  | Dariana Hollingsworth | O     | 17 giugno 1999    | Atenienses de Manatí    |
| 5  | Wilmarie Rivera       | P     | 14 febbraio 1997  | Columbus Fury           |
| 6  | Jennifer Nogueras     | P     | 1º agosto 1991    | Olympiada Neapolīs      |
| 8  | Valeria Vázquez       | S     | 28 gennaio 2001   | Omaha Supernovas        |
| 9  | Yaleimid Correa       | L     | 14 marzo 2002     | Atenienses de Manatí    |
| 10 | Diana Reyes           | C     | 29 aprile 1993    | Criollas de Caguas      |
| 12 | Neira Ortiz           | C     | 6 luglio 1993     | Cangrejeras de Santurce |
| 13 | Paulina Pérez         | S     | 12 marzo 2000     | Criollas de Caguas      |
| 15 | Adriana Rodríguez     | C     | 25 agosto 2002    | Valencianas de Juncos   |
| 16 | Paola Santiago        | S     | 17 febbraio 2000  | Mets de Guaynabo        |
| 17 | Decelise Champion     | O     | 16 settembre 2009 | Casal de' Pazzi         |
| 18 | Alba Hernández        | C     | 3 ottobre 1994    | Criollas de Caguas      |
| 19 | Karla Santos          | S     | 28 novembre 1997  | Atenienses de Manatí    |

## Trinidad e Tobago
| N° | Nome                | Ruolo | Data di nascita   | Squadra         |
| -- | ------------------- | ----- | ----------------- | --------------- |
| -  | Daymian Stewart     | All.  | -                 | -               |
| 3  | Channon Thompson    | S     | 29 marzo 1994     | Marcq-en-Barœul |
| 5  | Cheyenne Chin Choy  | L     | 5 maggio 1999     | -               |
| 6  | Delicia Pierre      | S     | 11 ottobre 1991   | -               |
| 9  | Johanna Belmar      | P     | 23 settembre 1998 | -               |
| 12 | Malika Davidson     | S     | 6 marzo 1996      | -               |
| 13 | Alyssa Hutchinson   | P     | 14 luglio 2003    | -               |
| 14 | Kaylon Cruickshank  | C     | 9 luglio 1998     | -               |
| 15 | Ruth St. Louis      | C     | 25 agosto 2005    | -               |
| 16 | Destiny León        | C     | 2 giugno 1999     | Big Sepos       |
| 18 | Kristianna Richards | S     | 28 giugno 2005    | -               |
| 19 | Jordanne Hutchinson | L     | 16 giugno 2006    | -               |
| 21 | Sadie Torkar        | O     | 6 febbraio 2010   | -               |